# Karin Baal
Karin Baal, all'anagrafe Karin Blauermel (Berlino, 19 settembre 1940 – Berlino, 26 novembre 2024), è stata un'attrice tedesca, attiva in campo cinematografico, televisivo e teatrale.
Tra cinema e televisione, partecipò - a partire dalla seconda metà degli anni cinquanta - a circa 130 produzioni.

## Biografia
Era ancora una studentessa dell'accademia della moda di Berlino quando entrò nell'industria cinematografica battendo oltre 700 candidate in un'audizione per il ruolo di Sissy Bohl in Pecore nere di Georg Tressler. Il successo di pubblico del film lanciò la sua carriera, anche se inizialmente l'attrice fu scelta solo in ruoli simili di bellezza pericolosa.
Negli anni '60 la Baal fu una presenza ricorrente nei film thriller e gialli prodotti nel periodo, in particolare in quelli basati sui romanzi di Edgar Wallace. A partire dagli anni '70 lavorò principalmente per la televisione, mentre alla fine del decennio prese parte in ruoli di supporto ad alcuni film di Rainer Werner Fassbinder, rilanciando la sua carriera cinematografica come caratterista in numerosi film d'autore.

## Vita privata
Fu sposata con gli attori Helmuth Lohner, Volker Eckstein e Cevdet Çelik.

## Filmografia parziale

### Cinema
- Pecore nere (Die Halbstarken), regia di Georg Tressler (1956)
- Jede Nacht in einem anderen Bett, regia di Paul Verhoeven (1957)
- Der müde Theodor, regia di Géza von Cziffra (1957)
- Das Herz von St. Pauli, regia di Eugen York (1957)
- La ragazza Rosemarie (Das Mädchen Rosemarie), regia di Rolf Thiele (1958)
- Der Pauker, regia di Axel von Ambesser (1958) - non accreditata
- Der eiserne Gustav, regia di Georg Hurdalek (1958)
- Bobby Dodd greift ein, regia di Géza von Cziffra (1959)
- Medico senza coscienza (Arzt ohne Gewissen), regia di Falk Harnack (1959)
- La donna dell'altro (Jons und Erdme), regia di Victor Vicas (1959)
- Juke box - Urli d'amore, regia di Mauro Morassi (1959)
- So angelt man keinen Mann, regia di Hans Deppe (1959)
- Der Jugendrichter, regia di Paul Verhoeven (1960)
- Wir Kellerkinder, regia di Wolfgang Bellenbaum (1960)
- Die junge Sünderin, regia di Rudolf Jugert (1960)
- Una come quelle... (Und sowas nennt sich Leben), regia di Géza von Radványi (1961)
- Gli occhi di Londra (Die toten Augen von London), regia di Alfred Vohrer (1961)
- Vertauschtes Leben, regia di Helmut Weiss (1961)
- Blond muß man sein auf Capri, regia di Wolfgang Schleif (1961)
- Das letzte Kapitel regia di Wolfgang Liebeneiner (1961)
- Una domenica d'estate, regia di Giulio Petroni (1962)
- Giulia tu sei meravigliosa (Julia, du bist zauberhaft), regia di Alfred Weidenmann (1962) - non accreditata
- So toll wie anno dazumal, regia di Franz Marischka (1962)
- I rinnegati di Capitan Kid (Zwischen Schanghai und St. Pauli), regia di Roberto Bianchi Montero e Wolfgang Schleif (1962)
- Straße der Verheißung, regia di Imo Moszkowicz (1962)
- La spia che venne dall'ovest (Agent spécial à Venise), regia di André Versini (1964)
- Ganovenehre, regia di Wolfgang Staudte (1966)
- Giallo cobra (Der Hund von Blackwood Castle), regia di Alfred Vohrer (1968)
- La straordinaria fuga dal campo 7A (Hannibal Brooks), regia di Michael Winner (1969)
- Cosa avete fatto a Solange?, regia di Massimo Dallamano (1972)
- Ein für allemal, regia di Peter Adam (1973)
- Gefundenes Fressen, regia di Michael Verhoeven (1977)
- Lili Marleen, regia di Rainer Werner Fassbinder (1980)
- Desperado City, regia di Vadim Glowna (1981)
- Engel aus Eisen, regia di Thomas Brasch (1981)
- Lola, regia di Rainer Werner Fassbinder (1981)
- Die Jäger, regia di Károly Makk (1982)
- Der Mann auf der Mauer, regia di Reinhard Hauff (1982)
- Liebe ist kein Argument, regia di Marianne Lüdcke (1984)
- Tausend Augen, regia di Hans-Christoph Blumenberg (1984)
- Rosa L., regia di Margarethe von Trotta (1986)
- Dann ist nichts mehr wie vorher, regia di Gerd Roman Frosch (1987)
- Ritorno a Berlino (Der Passagier - Welcome to Germany), regia di Thomas Brasch (1988)
- Im Kreise der Lieben, regia di Hermine Huntgeburth (1991)
- Cosima's Lexikon, regia di Peter Kahane (1992)
- Der Tunnel, regia di Roland Suso Richter (2001)
- Sass, regia di Carlo Rola (2001)
- Vinzent, regia di Ayassi (2004)
- Sieben Tage Sonntag, regia di Niels Laupert (2007)
- Vergiss nie, dass ich Dich Liebe, regia di Carlo Rola (2011)

### Televisione
- Das letzte Aufgebot (1959)
- Der Privatsekretär (1963)
- Michael Kramer (1965) - Liese Bänsch
- Tragödie auf der Jagd (1968) - Olenka
- Ein Jahr ohne Sonntag - serie TV, 13 episodi (1970) - Ina Sonntag
- Der Kommissar - serie TV, 1 episodio (1971) - Erika Lenk
- Das System Fabrizzi (1972) - Amelia
- Squadra speciale K1 (Sonderdezernat K1) - serie TV, 1 episodio (1974) - Sig.ra Koop
- Der Kommissar - serie TV, 1 episodio (1975) - Lisbeth Kempe
- Squadra speciale K1 - serie TV, 1 episodio (1976) - Irene Schumacher
- L'ispettore Derrick (Derrick) - serie TV, episodio 03x05, regia di Alfred Vohrer (1976) - Sig.ra Recke
- La casa delle donne (Haus der Frauen, 1978)
- Il commissario Köster (Der Alte) - serie TV, 1 episodio (1979) - Sig.ra Schwörmann
- Berlin Alexanderplatz - miniserie TV, 2 episodi (1980) - Minna
- Tatort - serie TV, 1 episodio (1980) - Helga
- Il commissario Köster  (Der Alte) - serie TV, 1 episodio (1980) - Vera Ohlsen
- L'ispettore Derrick (Derrick) - serie TV, episodio 07x08, regia di Theodor Grädler (1980) - Ina Schulte
- Sternensommer  - serie TV, 5 episodi (1981) - Anna Glasuschek
- L'ispettore Derrick (Derrick) - serie TV, episodio 08x06, regia di Helmuth Ashley (1981) - Anna Forlani
- Krimistunde - serie TV, 1 episodio (1984)
- L'ispettore Derrick (Derrick) - serie TV, episodio 11x08, regia di Alfred Vohrer (1984) - Sig.ra Kramer
- Eine Klasse für sich - Geschichten aus dem Internat - serie TV, 3 episodi (1985) - Suor Ruthberta
- Il commissario Köster  (Der Alte) - serie TV, 1 episodio (1985) - Vera Dudek
- La clinica della Foresta Nera (Schwarzwaldklinik) - serie TV, 1 episodio (1986) - Olga Kolb
- Die Fräulein von damals (1986)
- Blancaflor, la hija del diablo (1988)
- Der letzte Gast (1989)
- Edgar, Hüter der Moral - serie TV (1990)
- Marleneken - miniserie TV (1990) - Marga
- Tatort - serie TV, 1 episodio (1990) - Ada Gerber
- Il commissario Kress  (Der Alte) - serie TV, 1 episodio (1990) - Marianne Gephardt
- Un caso per due (Ein Fall für zwei) - serie TV, 1 episodio (1991) - Elke Niemann
- Tatort - serie TV, 1 episodio (1991) - Ewa Markowitz
- Clara - miniserie TV (1993)
- Zu treuen Händen (1995)
- Un caso per due (Ein Fall für zwei) - serie TV, 1 episodio (1996) - Sig.ra Neumann
- Polizeiruf 110 - serie TV, 1 episodio (1997)
- Alice in fuga (Alice auf der Flucht) - miniserie TV (1998) - Ingrid
- Tatort - serie TV, 1 episodio (2000)
- Betty - Schön wie der Tod (2002) - Hanna Theissen
- Edel & Starck - serie TV, 1 episodio (2002) - chiromante
- Für immer verloren (2003) - Ute Schmieding
- Tatort - serie TV, 1 episodio (2004) - Sig.ra Depke
- Fliege hat Angst (2004) - colf
- Irren ist sexy (2005) - madre di Wolfgang
- Polizeiruf 110 - serie TV, 2 episodi (2006) - Vera
- Hurenkinder (2008)
- Squadra Speciale Colonia (SOKO Köln) - serie TV, 1 episodio (2009) - Susanne Kaiser
- Pfarrer Braun - serie TV, 1 episodio (2009) - Magda Wendel

## Riconoscimenti
- Bambi
  - 1961 – Bambi d'argento[3]

## Doppiatrici italiane
- Fiorella Betti in La ragazza Rosemarie, La donna dell'altro (Katrike da adulta)
- Dhia Cristiani in Cosa avete fatto a Solange?